# Hyposmocoma brevistrigata
Hyposmocoma brevistrigata — вид моли эндемичного гавайского рода Hyposmocoma.

## Распространение
Обитает на острове Кауаи.